# Milk/嘆息之吻
《milk／嘆息之吻》，日本女性創作歌手aiko的第25張單曲。2009年2月18日發行。

## 簡介
前作《KissHug》約7個月之後發行，是aiko在2009年發行的唯一一張單曲。《沒有星星的世界／側臉》以來第二次發行雙A面單曲。
單曲發行首週獲得Oricon公信榜冠軍。是aiko首個Oricon單曲冠軍，自1998年出道近11年首次獲得Oricon單曲冠軍。出道10年以上才獲得Oricon單曲冠軍，是自1998年竹內瑪莉亞《偽裝／Winter Lovers》的10年零3個月來的首次。

## 收錄曲目
1. milk
作詞、作曲：AIKO；編曲：島田昌典
「ALBELT」自行車的電視廣告歌曲
2. 嘆息之吻（嘆きのキス）
作詞、作曲：AIKO；編曲：吉俣良
遊戲《FINAL FANTASY CRYSTAL CHRONICLES Echoes of Time》的主題曲
3. 這樣的一天（なんて一日）
作詞、作曲：aiko；編曲：島田昌典
4. milk（instrumental）
5. 嘆息之吻（instrumental）

## 外部連結
- 唱片介紹